# Blue Again!
Blue Again! is een livealbum van bluesveteraan Mick Fleetwood en een aantal gelijkgestemde musici om hem heen. De loopbaan van Mick Fleetwood begon met de blues in allerlei bandjes, uiteindelijk uitlopend op een kort dienstverband in John Mayall's Bluesbreakers. Daarna startte hij zijn eigen band met Peter Green, maar genoemd naar Fleetwood en zijn vriend John McVie. De laatste jaren speelde Mick Fleetwood soms ook wel concerten los van Fleetwood Mac en daarvan is hiermee een opname uitgegeven van een concert in Saint Louis, Missouri in de Sheldon Concert Hall op 8 februari 2008. Gitarist is Rick Vito, die al eerder met Fleetwood speelde in Fleetwood Mac, als vervanger van Lindsey Buckingham.

## Musici
- Rick Vito – gitaar, zang
- Lenny Castellanos – basgitaar
- Mark Johnstone – toetsinstrumenten, achtergrondzang
- Mick Fleetwood – slagwerk

## Composities
1. Red Hot Gal (Vito)
2. Looking for somebody (Green)
3. Fleetwood Boogie (Vito)
4. Stop messin’ around (Green)
5. Rattleshake shake (Green)
6. When we do the lucky devil (Vito)
7. Love that burns (Green)
8. medley – Rollin’ man / Bayou Queen (Green,Vito)
9. Black Magic Woman (Green)
10. I got a ghole in my shoe (Vito)
11. Shake your moneymaker (Elmore James)
12. Albatross (Green)

Albatros is opgenomen in geluidsstudios in Lahaine (Hawaï) door Fleetwood en Vito alleen.